# Тихоновское
Тихоновское (укр. Тихонівське) — село в Корюковском районе Черниговской области Украины. Население 63 человека. Занимает площадь 0,342 км².
Код КОАТУУ: 7422484506. Почтовый индекс: 15333. Телефонный код: +380 4657.

## Местное самоуправление
Орган местного самоуправления — Козиловский сельский совет. Почтовый адрес: 15332, Черниговская обл., Корюковский р-н, с. Козиловка, ул. Независимости, 28.